# Burladingen
Burladingen is een gemeente in de Duitse deelstaat Baden-Württemberg, gelegen in het Zollernalbkreis. De stad telt 12.241 inwoners.

## Geografie
Burladingen heeft een oppervlakte van 123,33 km² en ligt in het zuidwesten van Duitsland.

## Partnersteden
- Le Plessis-Trévise (Frankrijk), sinds 1988
- Ourém (Portugal), informeel verband

Albstadt ·
Balingen ·
Bisingen ·
Bitz ·
Burladingen ·
Dautmergen ·
Dormettingen ·
Dotternhausen ·
Geislingen ·
Grosselfingen ·
Haigerloch ·
Hausen am Tann ·
Hechingen ·
Jungingen ·
Meßstetten ·
Nusplingen ·
Obernheim ·
Rangendingen ·
Ratshausen ·
Rosenfeld ·
Schömberg ·
Straßberg ·
Weilen unter den Rinnen ·
Winterlingen ·
Zimmern unter der Burg